# Casimiro Favale
Casimiro Favale (Torino, 9 agosto 1832 – Torino, 19 aprile 1896) è stato un politico italiano.
Fu senatore del Regno d'Italia nella XVIII legislatura.